# Ян Ленчо
Ян Ленчо (словац. Ján Lenčo; нар. 23 жовтня 1933, Жиліна, — пом. 1 листопада 2012, Жиліна) — словацький письменник, літературний критик, рецензент, есеїст, перекладач. 1967 року здобув премію видавництва «Slovenský spisovateľ» за найкращу прозу 1966 року — за книжку «Дорога на морське дно» (словац. Cesta na morské dno).

## Життєпис
Народився 23 жовтня 1933 року в Жиліні. Тут провів дитинство і юність, тут 1951 року отримав атестат зрілості. Вищу освіту здобув у Братиславі, де в 1952—1957 роках вивчав словацьку мову, літературу та історію на філософському факультеті Університету Коменського. Там ще під час навчання працював спочатку редактором у Словацькому видавництві дитячої книжки, а потім редактором видавництва «Slovenský spisovateľ». 1956 року одружився з Боженою Сливковою. У 1958 році він з дружиною переїхав у Жиліну. Тут влаштувався на роботу редактором газети «Правди» (1959—1967), а на короткий час — і вчителем середньої школи чи бібліотекарем. З 1976 до 1988, коли вийшов на пенсію, працював у кінотеатрі «Світанок» адміністратором. У 1982 році після розірвання першого шлюбу бере свій другий шлюб із Жофією Войтековою. З 1988 р. перебував на заслуженому відпочинку, але літературну творчість не полишив і видавався майже до самої смерті в 2012 році.

## Стосунок до держбезпеки
Після смерті Ленчо стало відомо, що ім'я письменника значиться в архівах «Державної безпеки». Особа на ім'я Ян Ленчо і з датою народження 23.10.1933 р. двічі записана у Протоколах обліку агентурних і оперативних зв'язків «Державної безпеки» як агент і один раз як інформатор під прізвиськом «Прокоп». Це відповідає дійсності, людина в архіві тотожна з особою Яна Ленчо. Однак, як підтвердив і Юліус Ванович, письменник не був донощиком і ніколи нікого не здав. Ян Ленчо згодився на цю співпрацю за сімейними обставинами — 1980 року його старша дочка виїхала до Західної Німеччини, а він хотів її навідати.